# جراحة بردية
الجراحة البردية (ملاحظة 1) هي عملية استعمال البرد الشديد لتدمير والتخلص من الأنسجة غير السليمة أو المتضررة. يرجع أصل الكلمة إلى الكلمة اليونانية المكونة من cryo والتي تعني (بارد أو مثلج) وsurgery التي تعني (عمل اليد أو العمل اليدوي). يستخدم الابتراد الهوائي لعلاج العديد من الأمراض وخصوصا تلك المتعلقة بحالات أورام البشرة الحميدة والخبيثة.

## الاستعمالات
يستعمل التبريد لعلاج الكثير من حالات الجلد كالبثور والشامات والبقع الجلدية والتقرن الشمسي والتهاب مورتون العصبي وخلايا الجلد السرطانية. علاوة على ذلك يستخدم أيضا لعلاج العديد من الأمراض الداخلية كسرطان الكبد، البروستات، الرئة والحالات المتعلقة بمشاكل عنق الرحم إضافة إلى استعماله سابقا لوقف النزيف الحاد. أيضا يفيد الابتراد الهوائي لعلاج المشاكل المتعلقة بالأنسجة الطرية كإلتهاب اللفافة الأخمصية والورم الليفي. بشكل عام يمكن التخلص من الأورام التي يمكن للمسبار الهوائي الوصول إليها ولكن تعتبر تلك الطريقة فعالة فقط لمكافحة الأمراض المتمركزة والأورام التي يزيد قطرها على 1 سنتيمتر أيضا لا يعتبر التبريد مفيدا لمكافحة النقيلات الصغيرة جدا والمتفرقة اللائي تكن مصحوبات للسرطان.

## أنماط الاستعمال

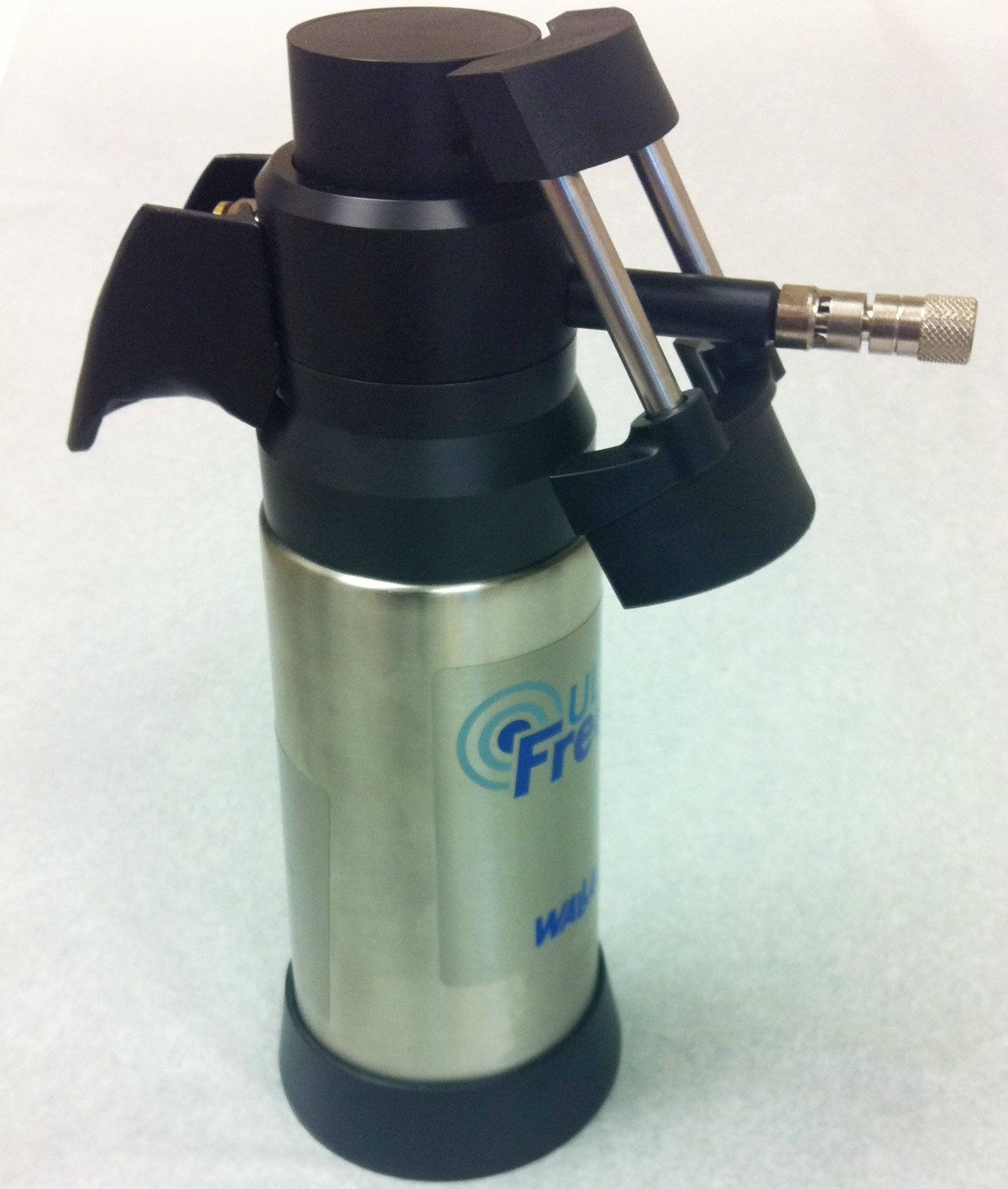
أسطوانة ابتراد هوائي

### النيتروجين السائل
الطريقة الشائعة في الابتراد الهوائي تكمن في استعمال النيتروجين السائل كمحلول مبرد. يمكن رش السائل الشديد البرودة على الأنسجة العليلة الدائرة عبر أنبوب يسمى المسبار الهوائي أو ببساطة يمسح بقطنة أو اسفنجة رغوية.

### ثاني أكسيد الكربون
تعتبر هذه الطريقة اقل شيوعا وتعتمد على استعمال ثاني أكسيد الكربون لتكوين «ثلج» داخل أسطوانة ومزجه مع أسيتون لخلق ثلج مبلل والذي يوضع مباشرة على الأنسجة المعالجة.

### الأرجون
أدى التطور الأخير في التكنولوجيا إلى إمكانية استعمال غاز الأرجون لتكوين ثلج مستندتا على مبدأ مفعول جول تومسون. يعطي ذلك إمكانية أكبر للأطباءفي التحكم في الثلج والتعقيدات الناتجة عنه باستعمال ابر رفيعة جدا من عيار 17.

### ثنائي ميثيل الأثير والبروبان
يستعمل خليط ثنائي ميثيل الإيثر والبروبان لتحضير دكتور شولز فريز أواي. يحفظ المزيج في وعاء بخاخي في درجة حرارة الغرفة وسيبرد الخليط عند بخه إلى سالب 41 درجة مئوية. يستعمل الخليط بمسحه بقطنة خاصة.

## المنتجات

### أنظمة الابتراد الهوائي
قامت عدد من الشركات المصنعة للمعدات الطبية بتطوير أنظمة للتبريد العميق للابتراد الهوائي والتي تعمل أغلبها بتقنية النيتروجين السائل ولكن بعضها أيضا يعتمد على خليط من الغازات المكونة.
تشمل بعض منتجات الابتراد الهوائي التالي :
- بريميل (Brymill)
- كري-آي سي(Cry-Ac)
- كريوألفا(Cryoalfa)
- كريوبين(CryoPen)
- كريوبروب (CryoProbe)
- كريوسيرجيري المتحدة. فيروكا-فريز(Cryosurgery, Inc. Verruca-Freeze)
- هيستوفريزر(Histofreezer)
- ميلتكس كريوسولوشنس(Miltex Cryosolutions )
- بريميير كري أوميغا(Premier CryOmega)
- بريميير نيتروسبراي (Premier NitroSpray)

## النتائج
تعتبر عملية الابتراد الهوائي محدودة الاختراق مما يجعلها تصنف من ضمن العمليات التقليدية نظرا للألم المحدود التي تسببه إضافة إلى حدة الندبات التي تتركها وتكلفتها الزهيدة. ولكن رغم ذلك وكما في أي علاج طبي هناك بعض المخاطر خصوصا فيما يتعلق بالإضرار بالأنسجة السليمة المحاذية. وعلى وجه التحديد الضرر الذي يمكن أن يحدث للأنسجة العصبية.
يواجه المرضى الذين أجريت عليهم عملية الابتراد الهوائي إحمرار وألم بسيط إلى معتدل والذي يمكن تخفيفه بتناول مسكنات الآلام كالأيبوبروفين، الكودايين، الترامادول والأسيتامينوفين. علاوة على ذلك قد تنتج قروح من العملية ولكن سرعان ما يتقشرن ويزلن في غضون بضعة أيام.

## هوامش
ملاحظة 1 التسمية: تدعى هذه التقنية بعدة أسماء منها الجراحة البردية  أو الجرَاحَةٌ القَرِّيَّة  أو جراحة التقريس أو الجِراحة الجُمادِيَّة  أو جراحة بالبرودة الشديدة 